# Oslovení
Oslovení je ustálený lingvistický vzorec, kterým se zpravidla začíná konverzace, řeč nebo psaný dokument. Oslovená osoba nebo skupina osob se nazývá adresát. 

## Charakteristika
Forma oslovení se liší podle geografické oblasti, věku a sociálního postavení oslovované osoby, sociálního vztahu adresáta k adresátovi, aktuální situace, například v intimním dialogu nebo ve formální publicitě, a formy komunikace. ať už ústní nebo písemné. V průběhu času také podléhá změnám. Používání jmenných přípon podléhá společenským pravidlům, která se někdy liší v ústní a písemné podobě adresy. Správná forma adresy pro osoby s vysokým společenským postavením je často upravena protokolem.
V některých neobvyklých situacích (např. v nouzových situacích apod.) lze formální oslovení zcela vynechat, v běžné normální komunikaci však oslovení obsahuje alespoň jeden nebo více z následujících prvků:
1. oslovení předcházející pozdrav, např. ahoj, dobrý den apod.
2. projev úcty nebo uznání, např. milostivá, milý, drahý...
3. případně přídomek, např. pan, paní, doktor, dále profesní, úřední nebo šlechtický titul,
4. u jednotlivých adresátů příslušné jméno, např. jméno, příjmení nebo přezdívka,
5. případně zvláštní označení, např. soudruh, soudružka, bratři a sestry,
6. zájmenná forma ty, vy, či zdvořilostní forma (vykání) Vy apod. odpovídající situaci.